# حكومة محمد شنيق الأولى
حكومة محمد شنيق الأولى هي حكومة تونسية ترأسها محمد شنيق، ولكنها الأولى التي تشكلت تحت الحماية الفرنسية في تونس دون موافقة وتدخل المقيم العام الفرنسي.

## السياق
منذ وصوله للحكم في 19 يونيو 1942، انتظر محمد المنصف باي الوقت المناسب ليستقل عن سلطة المقيم العام الذي يدير البلاد بفضل اتفاقية المرسى. كان هذا في خضم الحرب العالمية الثانية، أين كانت فرنسا في وضعية ضعف بسبب احتلالها من قبل ألمانيا النازية منذ يونيو 1940. المقيم العام الفرنسي جان إيف إستيفا تم تعيينه من قبل نظام فرنسا الفيشية المتعاون مع ألمانيا النازية. منذ خسارة فرنسا في 1940، تقرر تقليص عدد الجنود الفرنسيين في تونس إلى أقل حد ممكن بطلب من الحكومتين الألمانية والإيطالية اللتين تأكدتا في تونس من نزع سلاح الجيش الفرنسي.

في 9 نوفمبر 1942، بعد عمليات إنزال قوات الحلفاء في الجزائر والمغرب، قررت القوات الألمانية التمركز في تونس لصد تقدم الجيش البريطاني والأمريكي والفرنسي. تم تعيين وزير ألماني مفوض وهو رودولف ران، وقام بإنشاء إدارة فرنسية موازية يعمل فيها فرنسيون متاعونون مع ألمانيا النازية. وهنا تم حرمان المقيم الفرنسي إستيفا من كل صلاحياته من قبل الألمان، الذين يريدون دعم محمد المنصف باي ضد القوى الاستعمارية.
في 31 ديسمبر 1942، وبمناسبة مراسم جنازة الأميرة للا قمر، روى محمد الصالح مزالي القصة التالية:
| حكومة محمد شنيق الأولى | في مقبرة الجلاز، قام أحدهم بجلب كرسي لا أعرف من أين، لكي يجلس عليه الباي لتفادي فترة وقوف طويلة. رفض الباي الجلوس وقدم الكرسي للوزير الأكبر الهادي الأخوة، قائلا له: «أنت كبير في السن، أعتبرك كوالدي. لابد من أنك متعب، وواجبي هو إجلاسك على الكرسي.» أتسائل هل كان هذا الإلحاح المؤدب لعبة كلمات للإعلان عن التقاعد الوشيك. في العربية، نفس الجذر يعني جلس واستراح. في المساء، الهادي الأخوة ومعاونيه الإثنين، الحبيب الجلولي وزير القلم وعبد الجليل الزاوش وزير العدل، طلب منهم تقديم إستقالتهم الفورية للباي. | حكومة محمد شنيق الأولى |

## الأعضاء
في 1 يناير 1943، ولأول مرة منذ انتصاب الحماية الفرنسية في تونس، تم اختيار وزراء تونسيين دون أن يبدي المقيم العام الفرنسي رأيه ويعطي كلمته وموافقته عنهم.
| الصورة | الوزارة                     | الاسم          |
| ------ | --------------------------- | -------------- |
|        | الوزير الأكبر               | محمد شنيق      |
|        | وزير القلم (الداخلية حاليا) | محمود الماطري  |
|        | وزير العدل                  | صالح فرحات     |
|        | وزير الحبوس                 | العزيز الجلولي |